# Harpactira lineata
Harpactira lineata är en spindelart som beskrevs av Pocock 1897. Harpactira lineata ingår i släktet Harpactira och familjen fågelspindlar. Inga underarter finns listade i Catalogue of Life.